# Легисамон, Андерсон
А́ндерсон Рамо́н Легисамо́н Аки́ньо (исп. Anderson Ramón Legüizamón Aquino; род. 17 февраля 2006, Сан-Лоренсо, Сентраль) — парагвайский футболист, нападающий клуба «Гуарани».

## Клубная карьера
Легисамон — воспитанник клубов «Гуарани». 29 января 2024 года в матче против «Такуари» он дебютировал в парагвайской Примере.

## Международная карьера
В 2025 году в составе молодёжной сборной Парагвая Легисамон принял участие в молодёжном чемпионате Южной Америки в Венесуэлы. На турнире он сыграл в матчах против сборных Колумбии, Венесуэлы, Аргентины, Уругвая и дважды  Чили.